# Варангуж
Варангу́ж (рос. Варангуж, марій. Кугу Вараҥыж) — присілок у складі Моркинського району Марій Ел, Росія. Входить до складу Шиньшинського сільського поселення.

## Населення
Населення — 157 осіб (2010; 206 у 2002).
Національний склад (станом на 2002 рік):
- марі — 100 %